# Vodní věž (Bratislava)
Vodní věž je název někdejší gotické fortifikační stavby, situované na jižním úpatí hradního vrchu v Bratislavě. Dnešní pozůstatky architektury Vodní věže (Turris aquatica) na Nábřeží armádního generála Ludvíka Svobody představují jednu z nejstarších a nejhodnotnějších stavebních památek na území Bratislavy. V roce 1964 byly na základě zjišťovacího výzkumu ztotožněny se středověkou fortifikací.

## Poloha
Zakonzervované zbytky Vodní věže jsou situovány do poměrně úzkého prostoru mezi strmými svahy hradního kopce a řekou Dunaj, v těsné blízkosti starobylého dunajského brodu. V těchto místech se setkávaly dvě nejdůležitější evropské historické obchodní cesty – Podunajská, která spojovala západ s východem a Jantarová, směřující z jihu na sever. Dunaj byl v minulosti mnohem širší, jeho neregulovaný tok meandroval, vytvářel nepřístupné bažiny a právě u Bratislavy, kde výběžky Malých Karpat zpevňovaly jeho břehy, bylo vhodné místo pro vznik brodu. Tato skutečnost spolu s geomorfologickými danostmi této části bratislavského Podhradí, vytvořila základní předpoklad pro vznik historicky a strategicky významného objektu, který měl vždy vojensko-strážní funkci, kontroloval brod a zároveň přístup k městu a hradu.

## Historické záznamy
Nejstarší zprávy o bratislavském mýtném pocházejí z 11. až 12. století, z doby, kdy se pod hradním návrším začalo postupně rozvíjet podhradí královského hradu. Přestože jsou kusé a neuvádějí jednotlivé mýtné přechody na území Bratislavy, musíme předpokládat, že se vážou k mýtu z brodu, které přinášelo největší zisky. Tyto patřily benediktinskému arciopatství v Pannonhalmě, pilišskému opatství (nejdříve od konce 12. století) a bratislavskému hlavnímu županovi.
Na ochranu pro město důležité lokality zde dal pilišský opat Jan postavit stavbu, která měla brod zajišťovat. O její existenci jakož i o existenci říčního brodu se poprvé objevuje zmínka v listině krále Bély IV. z 28. června 1254, v níž panovník potvrzuje majetky, výsady a mýtná práva pilišského opatství: "... et Turre, seu Domos, Quas dilectus nobis in Christo abbas emoratus ... in castra Posoniesi construxit in loco qiu Wepruch vulgariter nuncupatur ... " Podle těchto údajů se rok 1254 považuje za datum vzniku Vodní věže.
O dalších osudech Vodní věže se dozvídáme z listiny z roku 1361, v níž se uvádí, že opat Jindřich pronajímá "... turrem, seu domum Aquela ..." (věž nebo vodní dům) prešpurskému rychtáři Jakubovi a jeho synovi Mikulášovi. Informace, které nám listina poskytuje, jsou důležité nejen pro poznání samotného objektu, ale i jeho okolí. Věž byla v té době v dost dezolátním stavu a proto podle smlouvy byly noví majitelé povinni na vlastní náklady provést rozsáhlé opravy. Kdy však ke skutečné realizaci rekonstrukčních prací došlo není známo. Existuje sice listina z roku 1367, která by mohla na tuto skutečnost poukazovat, ale její text seznamuje pouze o finančním vypořádání mezi pilišským opatstvím a rychtářem Jakubem a je bez přímého vztahu k objektu Vodní věže. Listina z roku 1361 kromě formulace pronájmu obsahovala i údaje, na základě kterých je možno zrekonstruovat urbanistickou situaci v bezprostředním okolí stavby. Vodní věž už nebyla samostatně stojícím objektem. Pravděpodobně z východní strany se k ní připojovaly obytné domy, západní a jižní prostor zůstal nezastavěný ze strategických a komunikačních důvodů. Jižně od věže, při Dunaji, se nacházel říční přístav. První pojmenování Vodní věže v německém jazyce (Wasserturm) zatím pochází z roku 1380.
Z hlediska vlastnických vztahů je důležitým časovým údajem konec 14. století. Tehdy věž od pilišského opatství získal král Zikmund Lucemburský, který ji v roce 1401 daroval městu, s podmínkou, že bude náležitě udržována aby nevznikly žádné případné škody. V darovací listině se poprvé objevuje jednoznačné pojmenování objektu Turris (věž), ke které patří více objektů.

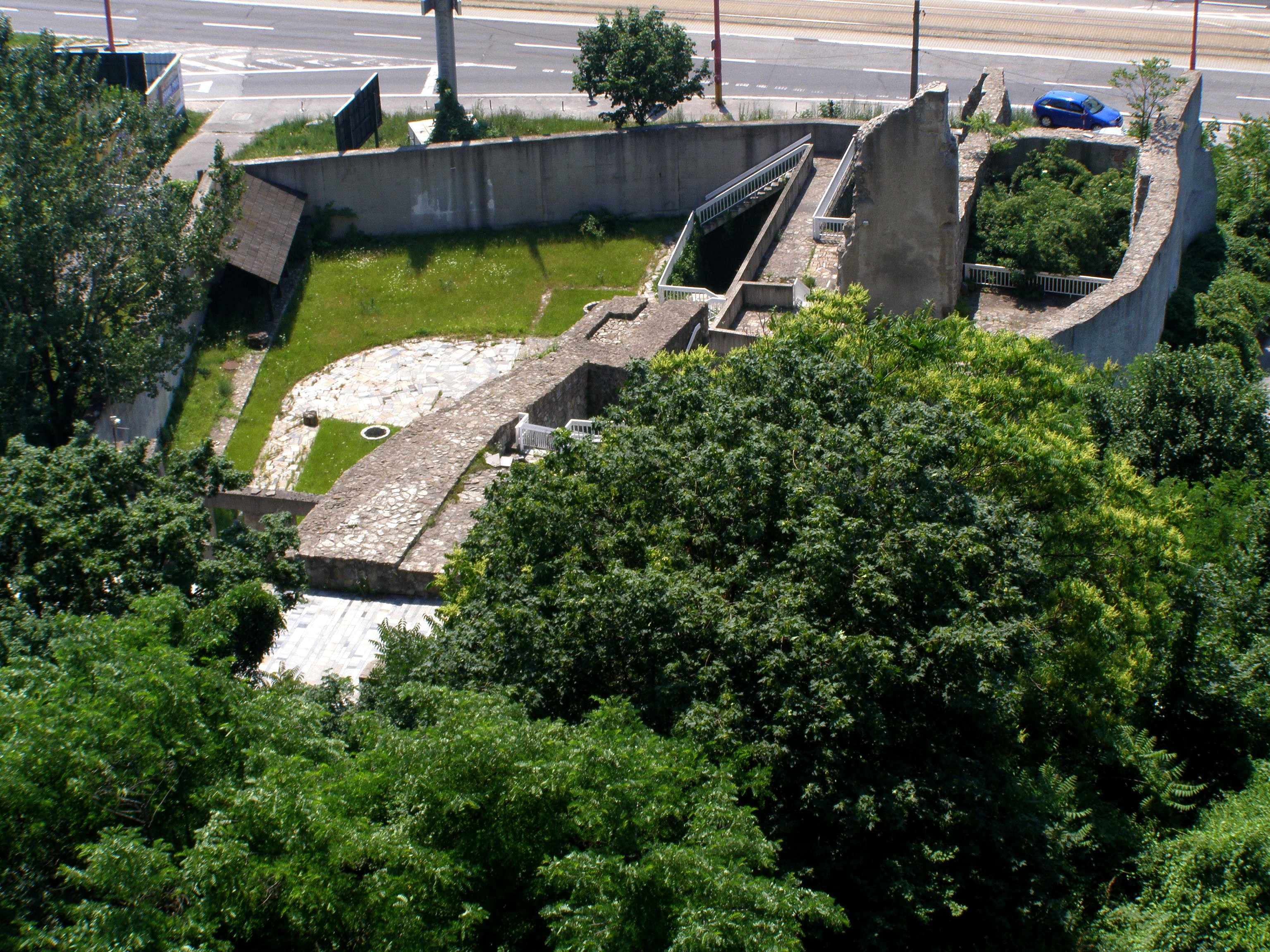
Celkový pohled na areál Vodní věže, pohled z hradního vrchu

V dalších obdobích přibývalo zpráv týkajících se Vodní věže. Kromě záznamů obsahujících údaje o opravách a úpravách stavby se poměrně značné množství údajů váže k opevnění, které se sice nacházelo v těsné blízkosti Vodní věže, ale ta nikdy nebyla jeho součástí. Z poznatků získaných ze zpráv však není možné jednoznačně určit vlastníky objektu. Víme, že v letech 1440–1442 docházelo ke sporům o vlastnictví mezi městem a hradem.
V roce 1442 během bojů o nástupnictví na uherský trůn vojska Vladislava II. Jagellonského zaútočila na město a přitom poškodila Vodní věž. Záznam z roku 1453 obsahuje výzvu krále Ladislava V., aby město odevzdalo Vodní věž hradnímu veliteli.
O tom, že Vodní věž v první polovině 15. století plnila významnou fortifikační roli, svědčí i rostoucí zájem o její plné funkční zabezpečení. Po nástupu účinných palných zbraní do vojenské výzbroje vznikla potřeba budování samostatných předsunutých opevnění, která umožňovala oddálení palebné linie nepřítele. A právě Vodní věž těmto novým požadavkům vyhovovala přímo ideálně. Stala se důležitým nárazníkovým objektem při případném útoku nepřítele od dunajského brodu.
K zdůraznění strategické hodnoty fortifikace přispělo i vybudování dřevěného mostu přes Dunaj. Byl umístěn před Vodní věží a dal ho postavit král Zikmund v roce 1430. Po opakujících se poškozeních byl v letech 1472–1473 vybudován nový most, tentokrát oproti Rybářské bráně. Tento nový, suchý, přechod přes Dunaj byl bezpochyby frekventovanější než starobylý brod. Vodní věž se tak stala důležitým předmostím jednoho z nejvýznamnějších strategických bodů celé oblasti.
Další zmínky o Vodní věži pocházejí z let 1491–1501, kdy byly na objektu provedeny drobné opravy.

## Fortifikační funkce věže
Vodní věž plnila důležitou strategicko-obrannou funkci téměř čtyři sta let. K jejímu zániku došlo na podzim roku 1620. Během protihabsburského stavovského povstání se hlavního města Uherska 9. října 1619 zmocnil Gabriel Bethlen. Ve druhé polovině následujícího roku se povstalci rozhodli obsadit Vídeň. Generálové císaře Ferdinanda II. Karel Bonaventura Buquoy a Jindřich Duval Dampierre shromáždili žoldnéřskou armádu, která se vydala naproti přicházejícímu Bethlenovi. Prešpurk byl stále v rukou jeho spojenců. Část císařského vojska proplula přes Dunaj u Děvína, další postupovala podél jižního břehu Dunaje.
Rozhodující bojový střet mezi oběma armádami se odehrál v Podhradí u Dunaje, mezi Vodní věží a Vydrickou městskou branou. Bitvě padlo za oběť celé Podhradí i s Vodní věží. Tu dal generál Dampierre, 9. října 1620, z taktických důvodů vyhodit do povětří, čímž vlastně zanikla.
Zdivo z Vodní věže bylo sekundárně použito jako stavební materiál při výstavbě objektů Vydrice v druhé polovině 17. století. Areál byl zastavěný třemi budovami, které se zachovaly až do asanace Podhradí v šedesátých letech 20. století. Objekt č. 46 na Vydrické ulici byl v letech 1780–1813 sídlem královského solného úřadu. Dům č. 48 byl postaven kolem roku 1655. V 18. století v něm bydlel dozorce lodního třicátku. Dům č. 50 byl známý jako hostinec U modré štiky a vznikl také v 17. století.

## Archeologický výzkum
Díky těmto radikálním přestavbám Vodní věž upadla do zapomnění. Její lokalizace mohla být spolehlivě určena až terénním archeologickým výzkumem.
První archeologický výzkum na Vydrické ulici proběhl v roce 1964. Potvrdil lokalizaci středověké fortifikace do tohoto prostoru v době zmiňovaném v historických záznamech.
Na základě výsledků výzkumu dospěli badatelé k názoru, že středověká Vodní věž byla vybudována jako obytná věž s téměř čtvercovým půdorysem o výši tří nebo čtyř podlaží. Snížené přízemí bylo zastropené kamennou valenou klenbou, první patro mělo cihlovou valenou klenbu. Věž byla obehnána obvodovou obrannou zdí, jehož severní a západní část výzkum spolehlivě identifikoval. Přestože horní část věže se nezachovala, lze předpokládat, že byla ukončena cimbuřím.
Po asanaci bratislavského Podhradí došlo k odhalení stavebních zbytků Vodní věže, stupeň jejich zachování předčil všechna očekávání. V roce 1971 začal výzkumné práce na lokalitě profesor Alfréd Piffl. V následujících dvou letech provedl prof. Piffl detailní zaměření celého areálu a pokusil se o nový výklad stavebně historického vývoje objektu. Po odstranění přizdívek a mladších omítkových vrstev určil dvě základní vývojové etapy. Do první zařadil samotnou věž s dvojicí opěrných pilířů na jižní straně a zaoblenou vnější zeď. V další fázi došlo podle Piffla k prodloužení objektu jižním směrem o jeden prostor, vznikla schodišťová přístavba k severní obvodové zdi.
Výsledky bádání potvrdily význam věže pro fortifikační systém středověkého Prešpurku. Průběh zbytků hradeb naznačuje, že celý objekt tvořil účinnou překážku pro dobyvatele na úzkém prostoru ohraničeném tokem Dunaje a hradním vrchem. Toto území bylo ze strategického hlediska mimořádně důležité, protože tvořilo nejen nárazníkový štít proti útočníkům, ale také předpolí pro obránce města a nepřímo i hradu. Navzdory této skutečnosti a významu, který stavba měla, nelze Vodní věž pokládat za součást městského opevnění.